# Васильев, Борис Александрович (филолог)
Борис Александрович Васильев (20 декабря 1899 года, Санкт-Петербург, Российская Империя — 24 ноября 1937 года, Ленинград, РСФСР СССР) — советский филолог-китаевед. Ученик известного академика Василия Михайловича Алексеева.

## Биография
Родился в 1899 году в Санкт-Петербурге. После окончания университета с 1921 года работал в Азиатском музее и одновременно с этим, в Институте сравнительной истории литературы и языков Запада и Востока (ИЛЯЗВ).
В 1924 году поступил на работу в Ленинградский институт живых восточных языков (с 1927 года — Ленинградский восточный институт), где в 1927 году занял должность доцента. С 1928 году вошёл в штат Института буддийской культуры (ИНБУК). Главной темой его научной работы был классический китайский роман «Шуй ху чжуань» («Речные заводи»). Васильевым готовилась докторская диссертация под названием «Роман „Шуй ху“, его роль и значение в китайской литературе».
С 1930 года Б. А. Васильев являлся участником Всесоюзной ассоциации работников науки и техники для содействия социалистическому строительству СССР (ВАРНИТСО). В 1931 году Б. А. Васильев попытался вступить в партию, но проходившая в то время чистка в рядах ВКП(б) приостановила процесс принятия его в кандидаты.
В 1935 году Васильеву была присуждена учёная степень кандидата филологических наук.
В сферу научных интересов В. Б. Васильева входили также вопросы дунгановедения — изучение истории и культуры синоязычного народа дунган.
В 1937 году был арестован и приговорён к расстрелу Комиссией НКВД и Прокурора СССР по ст. 58-1а УК РСФСР по обвинению в шпионаже в пользу Японии. Согласно свидетельству о смерти, выданному повторно Октябрьским отделом ЗАГСа г. Ленинграда. Б. А. Васильев расстрелян 24 ноября 1937 года. Реабилитирован Военным трибуналом Ленинградского военного округа 4 ноября 1957 года.В ходе следствия Б. А. Васильев не признавал вины в предъявленном обвинении и не давал показаний против своих коллег. Реабилитирован в 1957 г.

## Труды[5]
- Китайский театр // Восточный театр. Л, 1929. С. 196—267
- Театр современного Китая // ВИЛ. 1930. № 1. С. 155—164
- Васильев Б. А. Иностранное влияние в китайской литературе эпохи империализма // Труды Института востоковедения Академии наук СССР. I: Проблемы литературы Востока. Л.: Издательство Академии Наук СССР, 1932. С. 85—110.
- Васильев Б. А. Устная литература дунган // Записки Института востоковедения Академии наук СССР. I. Л.: Издательство Академии наук СССР, 1932. C. 243—267
- Под знаменем марксизма. 1932. № 3. С. 129—139 (совм. с А. Драгуновым, Г. Папаяном, А. Поляковым, П. Скачковым, А. Шпринциным)
- Иностранное влияние в китайской литературе эпохи империализма // Труды ИВ АН СССР. М.; Л., 1932. Т. 1. С. 85-110
- Васильев Б. А. Левый фронт в китайской литературе // Записки Института востоковедения Академии наук СССР. II, 4. Л.: Издательство Академии наук СССР, 1934. С. 203—228.
- Васильев Б. А. Октябрь и дунганская литература // Записки Института востоковедения Академии наук СССР. III. Л.: Издательство Академии наук СССР, 1935. С. 39—51.
- Учебник китайского языка: (Байхуа). Л., 1935 (совм. с Ю. К. Щуцким)
- Китайский классический театр: На спектаклях Мэй Лань-фана // Рабочий театр. 1935. № 8. С. 5-7
- Строй китайского языка. Л., 1936 (совм. с Ю. К. Щуцким)
- Искусство «Грушевого сада» // Звезда. 1936. № 6. С. 248—272
- Китайская литература: Пособие к лекциям по истории кит. лит-ры. Л., 1937
- Васильев Б. А., Щуцкий Ю. К. Ритм и параллелизм в китайском языке (Публикация текста, послесл. и прим. А. М. Решетова) // Петербургское востоковедение. Выпуск 6. СПб.: Центр «Петербургское Востоковедение», 1994. С. 554—578.
- Ритм и параллелизм в китайском языке // ПВ. 1995. Вып. 6. С. 554—573 (совм. с Ю. К. Щуцким).

## Переводы
- Оуян Сю. Образцы прозы / Перев. с китайского В. Алексеева и Б. Васильева // Восток. Журнал литературы, науки и искусства. Книга третья. М.; Пб.: Всемирная литература, 1923. С. 38—49.
- О том как Юй Бо-я, лютню разбив, простился с «понявшим звук». Новелла / Перев. с китайского Б. А. Васильева // Восток. Журнал литературы, науки и искусства. Книга четвёртая. М.; Пб.: Всемирная литература, 1924. С. 28—45.
- Древние источники Ляо Чжая: Ляо Чжай. Храбрый Сун. Лисы враждуют. Студент Ван. Красавица Жэнь // ИАН СССР. ООН. 1931. № 1. С. 23-52 (пер. с кит. яз.)
- Бо Цзюй-и. Песнь о бесконечной тоске // Восток. Сб. 1: Лит-ра Китая и Японии. М.; Л., 1935. С. 113—125 (пер. с кит. яз., вст. ст. и прим.)
- Повесть о прекрасной Ли: Кит. новелла IX в. // Восток. Сб. 1: Лит-ра Китая и Японии. М.; Л., 1935 С. 139—162 (пер. с кит. яз., вст. ст. и прим.)

## Рецензирование работ других авторов
- Васильев Б. Этнографический бюллетень, издание Вост.-Сиб. Отд. Рус. Геогр. О-ва // Восток. Журнал литературы, науки и искусства. Книга третья. М.; Пб.: Всемирная литература, 1923. С. 182.
- Васильев Б. А. Правдивое жизнеописание. Повести и рассказы. Перевод с китайского. Редакция и вступительная статья А. Хархатова (серия «Художественная литература современного Китая») // Записки Коллегии Востоковедов при Азиатском Музее АН СССР. Том IV. Л.: Издательство Академии Наук СССР, 1930. С. 286—295.
- За или против латинизации?: (рец. на кн.) Алексеев В. М. Китайская иероглифическая письменность и её латинизация. Л., 1932
- Васильев Б. Роман Пэрл Бак «Земля» в свете китайской критики // Библиография Востока. Выпуск 10 (1936). М.; Л.: Издательство Академии наук СССР, 1937. С. 170—173.
- Васильев Б. Mao-Дунь. Трилогия («Разочарование», «Колебания», «В поисках») = 茅盾。幻滅。動搖。追求。 // Библиография Востока. Выпуск 2—4 (1933). Л.: Издательство Академии наук СССР, 1934. С. 151—157.